# Dimitry Bertaud
Dimitry Jean Sylvain Bertaud Yaka, född 6 juni 1998, är en fransk-kongolesisk fotbollsmålvakt som spelar för Montpellier och Kongo-Kinshasas landslag.

## Karriär
Den 12 juni 2017 skrev Bertaud på sitt första proffskontrakt med Montpellier. Han debuterade den 24 oktober 2017 i en 2–0-vinst över Guingamp i Coupe de la Ligue. Bertaud gjorde sin Ligue 1-debut den 20 januari 2019 i en 0–0-match mot Rennes.